# Риаваллен
Риаваллен (швед. Ryavallen) — багатофункціональний стадіон у шведському місті Бурос, колишня домашня арена футбольних клубів «Ельфсборг» та «Норрбю» (до 2005 року). Відкритий у 1941 році та неодноразово реконструйований з того часу. Максимальна місткість стадіону становить 19 400 глядацьких місць. Арена приймала два матчі Чемпіонату світу з футболу 1958 року.

## Історія
Стадіон було відкрито 17 серпня 1941 і призначено для проведення футбольних матчів та легкоатлетичних змагань. Риаваллен протягом багатьох років був домашньою ареною футбольних клубів «Ельфсборг» та «Норрбю», аж доки у 2005 році не відбулося відкриття новітньої «Бурос Арени».
Безумовно, найголовнішою подією, що мала місце на Риаваллені, стало проведення матчів Чемпіонату світу з футболу 1958 року. Стадіон у Буросі був удостоєний честі прийняти одразу два поєдинки між командами 4 групи. Так 11 червня збірна СРСР здолала тут команду Австрії з рахунком 2:0, а чотири дні потому англійці все з тими ж австрійцями розіграли бойову нічию (2:2). у першому матчі на стадіоні були присутні 21 239 глядачів, а у другому — 15 872.
Рекорд відвідуваності футбольних матчів у змаганнях клубних команд було встановлено 3 вересня 1961 року у поєдинку між «Ельфсборгом» та «Норрчепінгом», за яким наживо споглядали 22 654 глядачі. Після реконструкції місткість стадіону зменшилася, тож перевершити цей рекорд можливості вже не було.
У 2005 році в місту з'явилася нова сучасна спортивна арена, де продовжили свої виступи місцеві футбольні клуби. Натомість Риаваллен більшою мірою став використовуватися як місце проведення легкоатлетичних змагань. Одну з трибун вздовж поля (північну) було зруйновано, а замість неї збудовано легкоатлетичний зал, для проведення змагань у приміщенні. У зв'язку з цим місткість стадіону зменшилася з 19 400 глядацьких місць до 12 000, приблизно половина з яких знаходиться під накриттям. Остання серйозна реконструкція торкнулася стадіону у 2012 році. Спорткомлекс включає в себе 8 доріжок для бігу на дистанції до 100 метрів, 6 бігових доріжок навколо футбольного поля, 4 ями для стрибків, сектори для штовхання ядра, стрибків з жердиною та стрибків у висоту. Арену обладнано гучномовцем, роздягальнями та достатньою кількістю туалетів. Свої змагання тут проводить спортивне товариство «Імер».